# Императрица Комё
Императрица Комё (яп. 光明皇后; 701[…] — 23 июля 760) — супруга императора Сёму из рода Фудзивара в эпоху Нара.

## Биография
Императрица родилась в 701 году. Имя при рождении — Фудзивара Асукабэхимэ (яп. 藤原 安宿媛). Отец — японский аристократ Фудзивара-но Фухито. Мать — Агата-Инукаи-но Митиё.
В 716 году она вышла замуж за будущего императора Сёму, который в то время был принцем. Два года спустя, в 718 году, она родила дочь Абэ, будущую императрицу Кокэн. Она родила сына в 727 году, однако тот умер в младенчестве. Принц Нагая был обвинён в ворожбе и убийстве младенца при помощи чёрной магии и был вынужден покончить с собой вместе с женой. В 729 году она получила титул королевы-консорта «кого», таким образом её дети могли стать наследниками престола.
В 729 году была создана Канцелярия императрицы, «Когогосики», сохранившийся и в эпоху Хэйан.
Император Сёму отрёкся от престола в 749 году. Дочь Абэ взошла на трон как императрица Кокэн. Император приказал служить его дочери и согласился на передачу власти женщине, если это спасёт императорскую династию.
В 760 году здоровье императрицы Комё начало ухудшаться. 13 марта по этому случаю во всех храмах Японии проводились молебны, 23 апреля при императорском дворе была прочитана Махапраджняпарамита-сутра, в апреле и мае преподносились жертвы в храмах, однако она умерла в июне в возрасте 60 лет.

## Буддизм
Комё выросла в буддийском окружении. При поддержке её отца был построен храм Кофукудзи. Её мать в свою очередь была набожной буддисткой и вступила в орден буддизма в 721 году. Дядя Дзёэ был буддийским монахом, отправившимся в Китай для обучения.
Начиная минимум с 727 когда известно, что императрица переписывала буддийские сутры. Известно, что она была покровителем копирования сутр и при её доме был скрипторий, перешедший затем в храм Тодайдзи. Она была сторонником и покровителем системы Кокубун-дзи, согласно которой следовало построить пару мужских и женских монастырей в каждой провинции Японии.
В средневековый период Комё считали бодхисаттвой и покровительницей монахинь. В храме Хоккэ-дзи хранился образ Гуаньинь. Паломники собирались увидеть этот образ, считавшийся подобием императрицы. Кроме того, ряд буддийских храмов утверждают, что Комё была их основательницей.